# Brioni Minore
Brioni Minore (in croato Mali Brijun) è un'isola disabitata della Croazia e fa parte dell'arcipelago delle isole Brioni, lungo la costa istriana.
Amministrativamente appartiene all'istituzione pubblica del Parco nazionale di Brioni del comune di Pola, nella regione istriana.

## Geografia
Brioni Minore si trova nella parte nordorientale dell'arcipelago delle isole Brioni, 125 m a nord di Brioni Maggiore. È separata da Brioni Maggiore dalla Bocca Stretta (Tisnac) e dalla terraferma dal canale di Fasana (Fažanski kanal) e, nel punto più ravvicinato (punta Mertolin, rt Mrtulin), dista da quest'ultima 3,23 km.
Brioni Minore è un'isola di forma semicircolare, con l'insenatura centrale, porto San Nicolò (luka Sveti Mikula), che si apre verso sud. L'arco misura pressappoco 2,6 km di lunghezza e raggiunge una larghezza massima di 830 m nella parte sudorientale. Ha una superficie di 1,0746 km² e uno sviluppo costiero di 8,105 km. A nord, raggiunge un'elevazione massima di 30,4 m s.l.m.
Le coste sono un susseguirsi di promontori e insenature.

Tra i primi vanno ricordati:
- punta della Femmina[9] o della Femena[21] (rt Glavina)[7], l'estremità settentrionale;
- punta Grossa[9][22] (rt Lansir)[7], l'estremità nordorientale;
- punta Antilena[9][23] (rt Sokol)[7], l'estremità sudorientale e punto più orientale dell'isola;
- punta Cadulia[9][24] (rt Kadulja)[7], l'estremità sudoccidentale;
- punta Panioche[9][24] (rt Hlibine)[7], il punto più occidentale.

Tra le insenature, oltre a porto San Nicolò, vanno ricordate:
- val Sabbioni[9] (uvala Pisak)[7] a ovest, unica baia lungo la costa interna oltre a porto San Nicolò;
- val Ton[9] (uvala Tunjarica)[7] sempre a ovest ma lungo la costa esterna di Brioni Minore;
- val Nera[9] (uvala Črnika)[7] a nordovest;
- val Sanadigo[9] (uvala Zenadija)[7] a nord;
- valle Antilena[9][23] (uvala Sokol)[7] a est.

### Isole adiacenti
A ovest di Brioni Minore ci sono alcuni degli isolotti dell'arcipelago:
- San Marco
- Toronda
- Gaza
- Zumpin grande
- Zumpin piccolo

## Storia
A testimonianza del fatto che Brioni Minore fu abitata fin dall'antichità, rimangono sull'isola i resti di alcuni insediamenti umani.

Nel XIX secolo, l'Impero austro-ungarico vi costruì il forte Brioni Minore per tenere sotto controllo l'ingresso al canale di Fasana.

In tempi più recenti, dato il crescente aumento delle visite, il forte viene usato come teatro all'aperto per i turisti.

### Cartografia
- (HR) Mappa topografica della Croazia 1:25000, su preglednik.arkod.hr.